# 九龍鄉 (鄰水縣)
九龍鄉（九龍公社、東升公社），是四川省鄰水縣曾经下辖的一个乡。

## 沿革[1]
- 1949年12月，九龍鄉公所成立。1953年4月24日，改鄉公所為鄉人民政府．1956年1月16日，改鄉人民政府為鄉人民委員會。1958年9月22日，改鄉人民委員會為人民公社。1966年5月「文革」開始後，九龍人民公社工作受到干擾，1967年1月，為了破四舊．九龍人民公社改稱東升人民公社。3月，由公社武裝幹部和群眾代表主持成立了東升人民公社生產辦公室，負責公社日常工作。
- 1985年8月12日，九龍鄉改為九龍鎮。